# Ulrichsbogen

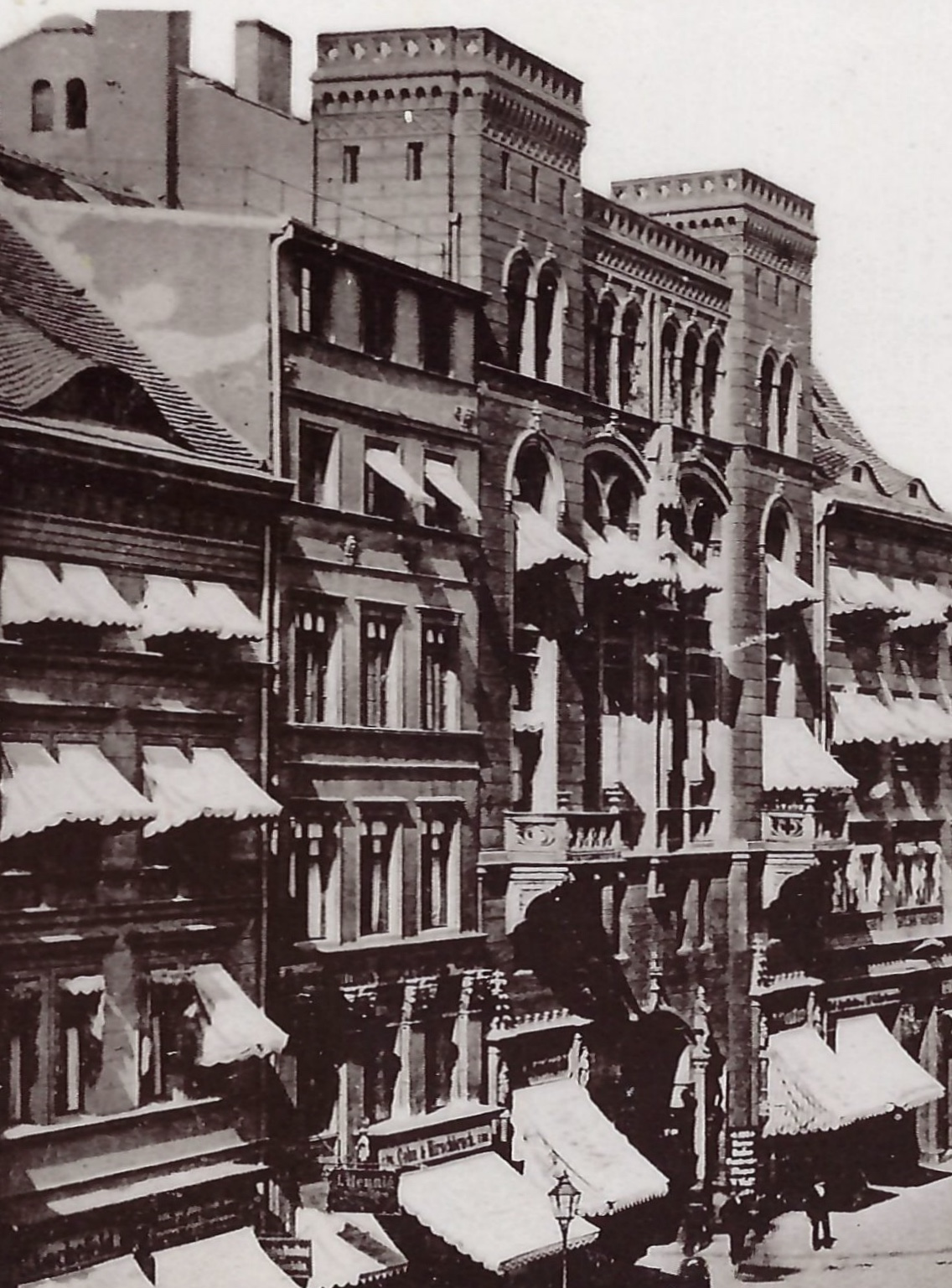
Ulrichsbogen vor 1890, Blick von Südosten

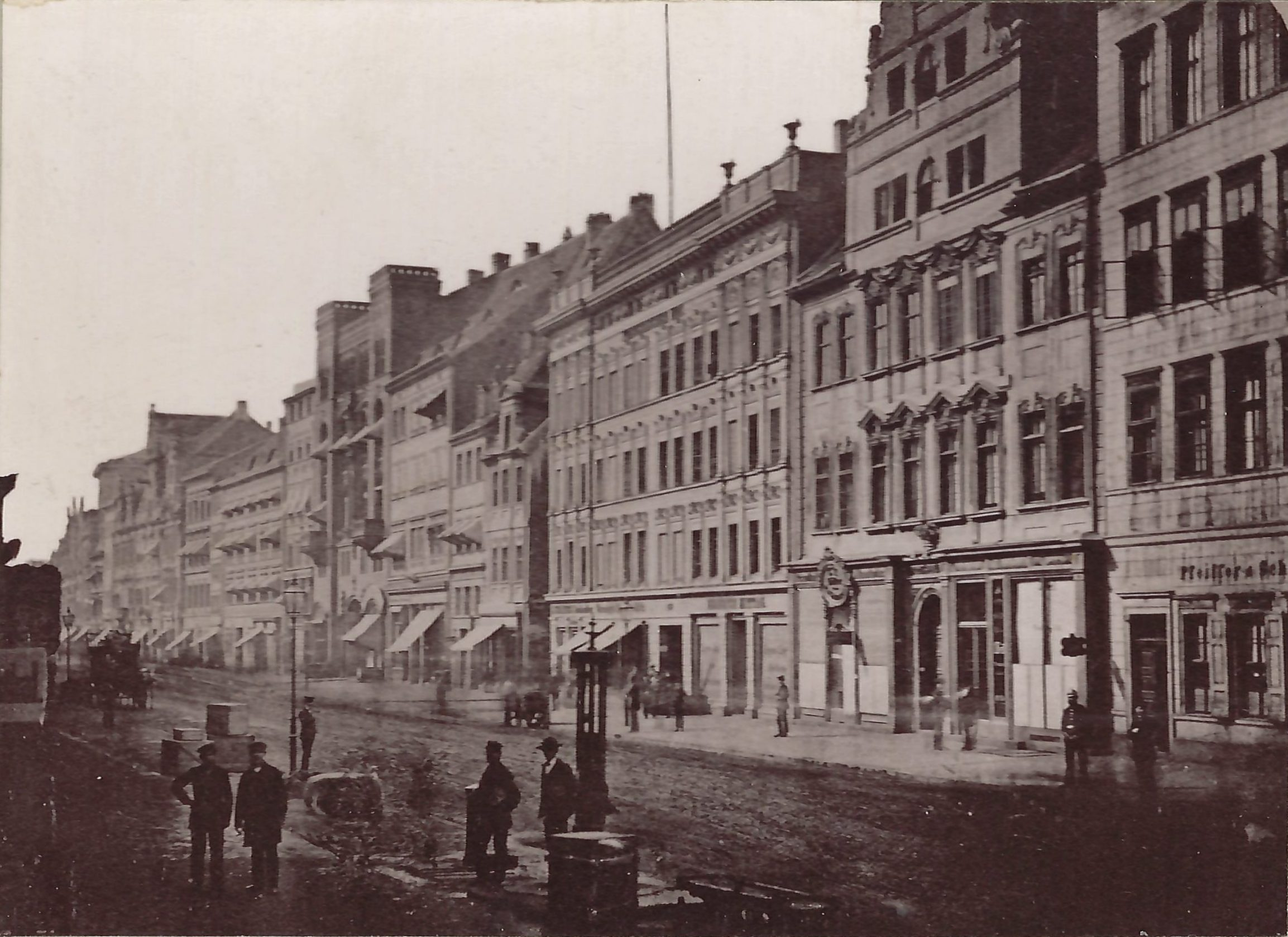
Ulrichsbogen (links), Blick von Nordosten, vor 1890

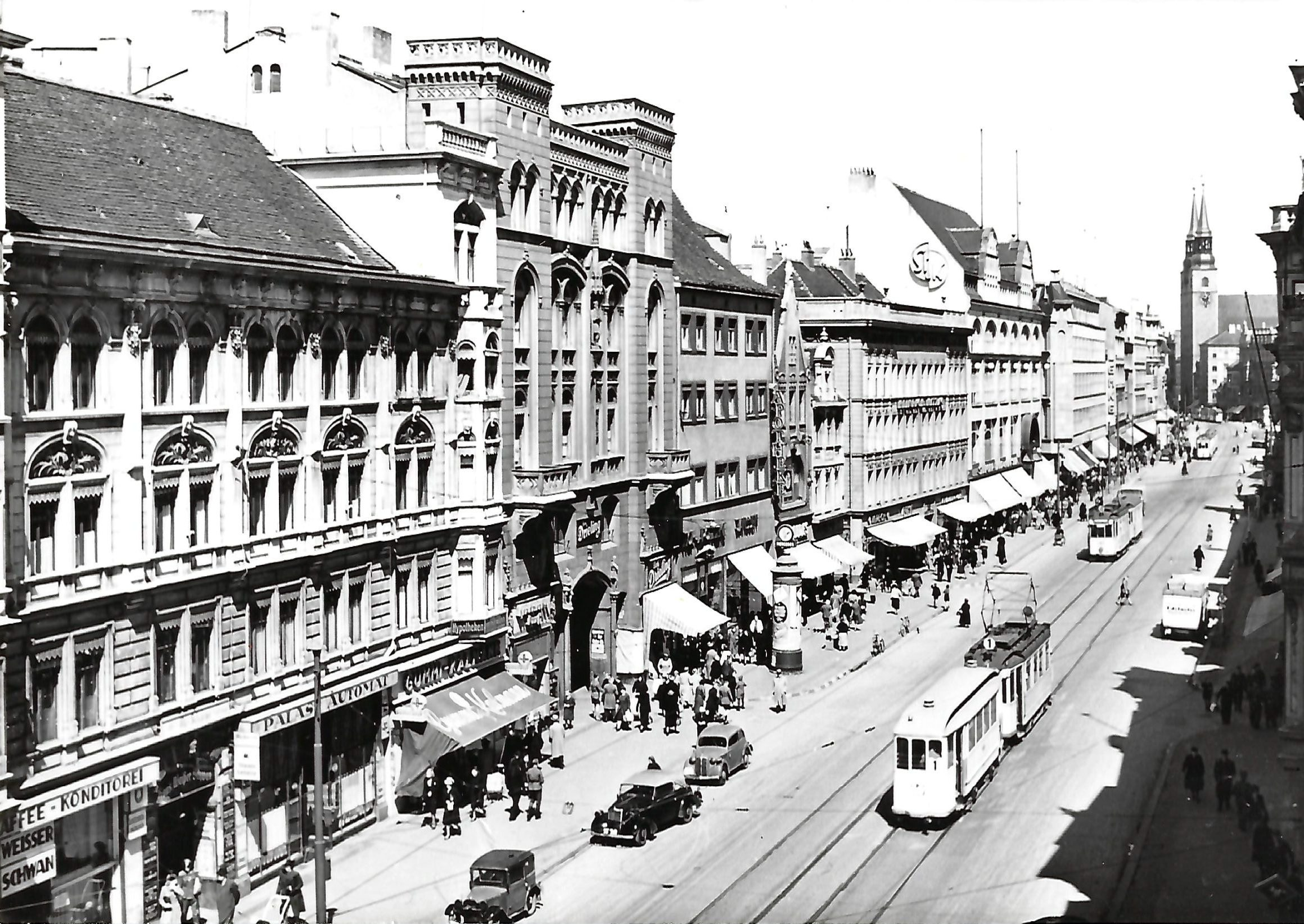
Blick von Südosten

Der Ulrichsbogen war ein markantes historisches Gebäude in Magdeburg im heutigen Sachsen-Anhalt. Es wurde im Zweiten Weltkrieg zerstört.

## Lage
Das Gebäude befand sich in der Magdeburger Altstadt auf der Westseite des Breiten Wegs an der Adresse Breiter Weg 159. Es überspannte die Neue Ulrichstraße, die hier von Westen auf den Breiten Weg einmündete. Heute befindet sich an der Stelle etwa der nordöstliche Teil des Ulrichshauses.

## Geschichte und Architektur
Der ursprüngliche Name des Hauses lautete Zum goldenen Helm. 1568 wurde es als Herberge erwähnt. Zu diesem Zeitpunkt gehörte es Thomas Sültze (niederdeutsch Sulte). Sültze, Mitglied einer alteingesessenen und in der Magdeburger Kommunalpolitik aktiven Familie, war von 1575 bis 1599 Bürgermeister in Magdeburg und zuvor von 1562 bis 1572 Kämmerer. Von ihm erbte es sein gleichnamiger Sohn, der es, allerdings verschuldet, auch im Jahr 1631 noch besaß. Im Haus wohnte zu diesem Zeitpunkt die Witwe des Johann Seidel. 1639 und 1649 gehörte das leere Grundstück Hermann Franz Seidel und seinen Geschwistern. Sie hatten die Fläche für acht Taler jährlich an Hans Hade vermietet, der hier eine Hütte errichtete. Im Jahr 1649 erwarb Georg Kühlewein das Grundstück für 1200 Taler. Der Handelsmann Matthias Wrede kaufte die Fläche dann bis 1651 und bebaute sie wieder. Er verstarb 1678, sein Vermögen vermachte er der Ulrichskirche. Seine Immobilien wurden von der Wredestiftung verwaltet, die das Gebäude an den Gouverneur Ernst Gottlieb von Börstel vermietete. Im Jahr 1682 verkaufte die Stiftung das Gebäude für 3200 Taler an den Amtmann Klemens Peters, der es seinerseits 1683 an Börstel veräußerte. Seinen Erben gehörte es dann 1687. In der nachfolgenden Zeit gelangte das Gebäude an den Rat der Pfälzer Kolonie. Vermutlich aus diesem Umstand resultierte die im Volksmund gebräuchliche Geschichte, das Gebäude sei das Rathaus der Altstadt gewesen. Noch vor dem Jahr 1719 vergab die Pfälzer Kolonie das Haus an die Königliche Accise- und Zolldirektion in Erbpacht. Die Direktion führte im Haus ihre Versammlungen durch. Zugleich wohnten hier auch Accise-Offiziere und der Geheime Ober-Accise- und Zollrat. Auch nachdem die Direktion später in den Kaufhof in Elbnähe umzog, war für das Haus noch länger der Name Die alte Accise gebräuchlich. Im Jahr 1800 wurde das Haus als großes dreistöckiges Gebäude beschrieben. Auf dem Hof befand sich die Waage der Pfälzer Kolonie.
Auch in den Jahren 1803 und 1845 diente der Bau als Gebäude des Steuer-Fiskus.
Letztlich wurde das alte Haus dann jedoch nach 1847 abgerissen. An dieser Stelle wurde die Neue Ulrichstraße angelegt, die vom Breiten Weg nach Westen in Richtung Ulrichskirche führte. In den Jahren 1848/1849 ließ der Dachdeckermeister Schäfer das als Ulrichsbogen bekannt gewordene Haus errichten. Es war fünfgeschossig und hatte in seiner Mitte im Erdgeschoss eine Tordurchfahrt, durch die die Neue Ulrichstraße verlief. Zu beiden Seiten waren in Form von flach hervortretenden Seitenrisaliten Ecktürme angeordnet. Das alte Hauszeichen des Goldenen Helms kam nicht mehr zur Anwendung. Stattdessen befand sich mittig am Gebäude am dritten Obergeschoss eine von einem Baldachin bekrönte Kaiserfigur.
Im Jahr 1870 gehörte das Haus immer noch Schäfer. 1914 wird der Rentner H. Schaefer als Eigentümer genannt, 1925 dann J. Drieling. In den Jahren 1938 und 1940 waren die Kaufleute J. Drieling und W. Heckmann, letzterer aus Halberstadt, Eigentümer. Johann Drieling handelte im Haus mit Schneiderartikeln. 1944/1945 wurden neben W. Heckmann die Drielingschen Erben als Eigentümer genannt. Im Gebäude waren Teile der Reichspostdirektion und das Fotogeschäft Photomaton untergebracht. Außerdem war hier der Bernsteinschmuckhändler Ernst Laubrecht ansässig.
Während des Zweiten Weltkrieges wurde das Haus schwer beschädigt. Die Ruine wurde 1951 abgerissen. In der Zeit der DDR erfolgte ein Wiederaufbau der Stadt, der sich nicht an die historisch gewachsene Stadtstruktur orientierte. Die Neue Ulrichstraße wurde aufgegeben und etwas weiter nördlich stattdessen die heutige Ernst-Reuter-Allee angelegt. Das Areal des Ulrichsbogens war unbebaut und Teil des Zentralen Platzes. 1997 entstand das Ulrichshaus, dessen nordöstlicher Teil den Bereich des Ulrichsbogens überbaute.